# Westphalien (époque)
Pour les articles homonymes, voir Westphalien.
Namurien Stéphanien
Cet article court présente un sujet plus développé dans : Pennsylvanien.
Le Westphalien est une subdivision de l'échelle des temps géologiques, équivalent au sous-étage du Pennsylvanien moyen. Son stratotype est caractérisé par la houille de Westphalie.

Le westphalien est précédé par le Namurien et suivi par le Stéphanien. Dans l'échelle de temps géologique, le Westphalien se situe à l'époque du Pennsylvanien (de -323 Ma à -299 Ma).